# ميخائيل باريوس
ميخائيل باريوس (بالإسبانية: Michael Barrios)‏ (21 أبريل 1991 ببارانكيا في كولومبيا - ) هو لاعب كرة قدم كولومبي في مركز الوسط. لعب مع نادي دالاس ونادي يونياوتيونوما.

## روابط خارجية
- ميخائيل باريوس على موقع الدوري الأمريكي (الإنجليزية)
- ميخائيل باريوس على موقع قاعدة بيانات كرة القدم.إي يو (الإنجليزية)
- ميخائيل باريوس على موقع Soccerway.com (الإنجليزية)
- ميخائيل باريوس على موقع عالم كرة القدم.نت (الإنجليزية)
- ميخائيل باريوس على موقع AS.com (الإسبانية)